# Ken Osmond
Kenneth Charles «Ken» Osmond (Glendale, California, 7 de junio de 1943-Los Ángeles, California, 18 de mayo de 2020) fue un actor y oficial de policía estadounidense.

## Biografía
Inició su carrera en la actuación a los cuatro años. Su papel más recordado es el del niño Eddie Haskell en la serie televisiva Leave It to Beaver. En 1970, Osmond se unió al Departamento de Policía de Los Angeles, retirándose de su actividad en 1988 y retornando por un breve periodo de tiempo a la actuación.
Falleció a los setenta y seis años el 18 de mayo de 2020 en su domicilio de Los Ángeles debido a complicaciones con una enfermedad vascular periférica.

## Filmografía
- 1953 : So Big
- 1955 : Good Morning, Miss Dove
- 1956 : Everything But the Truth
- 1957 : Leave It to Beaver
- 1967 : C'mon, Let's Live a Little
- 1983 : Still the Beaver
- 1984 : High School U.S.A.
- 1985 : Still the Beaver
- 1991 : Dead Women in Lingerie